# Fotoserie
Als Fotoserie bezeichnet man eine thematisch zusammenhängende oder ästhetisch ähnliche Reihe von unabhängig voneinander fotografierten Einzelbildern. Synonyme sind Bilderserie, Bildstrecke, Bilderstrecke, Fotoreihe und Fotostrecke. Fotoserien dienen üblicherweise der vertieften Auseinandersetzung mit einem Thema.

## Beispiele

Auszug aus der Fotoserie „Augenblicke“ von Andreas Bohnenstengel
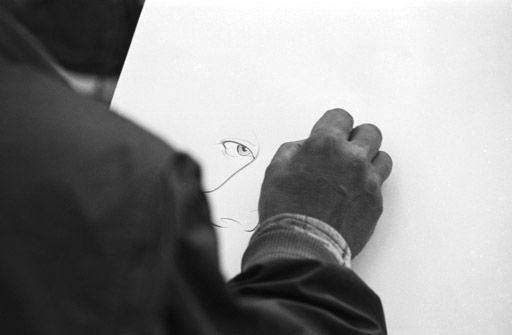
Blick 11
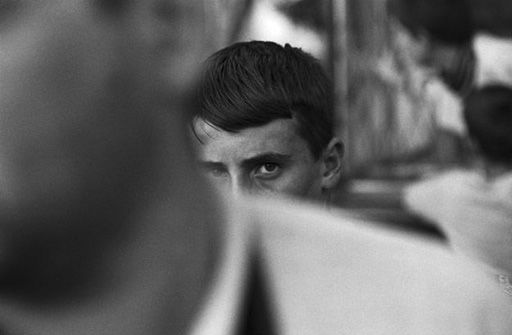
Blick 49
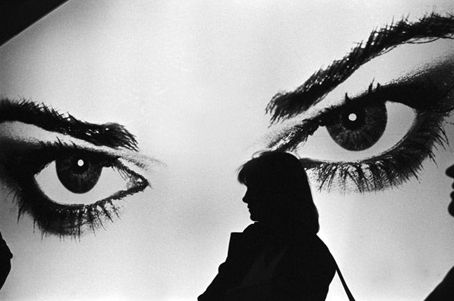
Blick 50
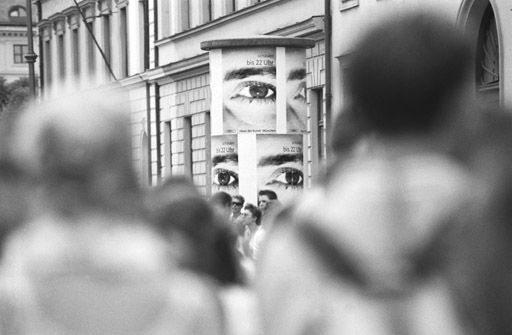
Blick 51

Typische Zusammenhänge für eine Fotoserie wären zum Beispiel Luftaufnahmen von Berlin oder Selbstportrait bekannter Fotografen. Eine Fotoserie kann aber auch wie eine Geschichte oder ein mit größeren Abständen dargestellter Zeitverlauf angeordnet sein. So kann zum Beispiel das erste Foto der Fotoserie zum Thema Frühling frisch entstandene Frühlings-Blüten zeigen, während auf dem letzten Bild der Reihe bereits der Übergang zum Sommer zu sehen ist.

## Ähnliche Fotokonzepte

### Foto-Tableau
Das Foto-Tableau (auch: Fototableau) vereint Fotos meist auf einem Blatt in grafischem Zusammenhang, wird aber auch synonym zu Bildstrecke verwendet.

### Fotostrecke
Im Internet werden sogenannte Fotostrecken in Form einer digitalen Bildergalerie oder als Stories veröffentlicht. Fotostrecken werden im Journalismus sowohl im Online-Journalismus als auch in Printmedien verwendet. Sie sind ein wichtiger Bestandteil des Fotojournalismus und werden dafür verwendet, ein Ereignis in Einzelbildern zu erklären oder Vergleiche durchzuführen.

### Serienaufnahmen
Häufig werden Serienaufnahmen, also ganz kurz hintereinander aufgenommene Fotos des gleichen Motivs mit einem Auslöser und einer hohen Bildfolge an der Fotokamera, ebenfalls als Foto- oder Bilderserie bezeichnet. Passender erscheint jedoch der Begriff Fotosequenz.

### Fotosequenz
Von der Fotoserie unterscheidet sich die Fotosequenz. Darunter versteht man ein fotografisches Konzept, durch das Zeit und Raum durch mehrere aufeinander folgende Bilder darstellt werden.
Sequenzen werden häufig in einem Arbeitsgang fotografiert; allerdings sind auch Langzeitsequenzen möglich. Die einzelnen Bilder einer Sequenz haben die gleiche Größe und eine bestimmte, nicht veränderbare Reihenfolge.
Im angelsächsischen Sprachraum spricht man von picture sequence, wenn die Sequenz einen filmähnlicher Bewegungsablauf zeigt, der durch Serienfotografie erzeugt wurde. Erzählt die Sequenz hingegen eine abgeschlossene Geschichte, wird der Begriff picture story verwendet.

Sequenz (picture sequence) „Braunliest frisst einen Fisch“
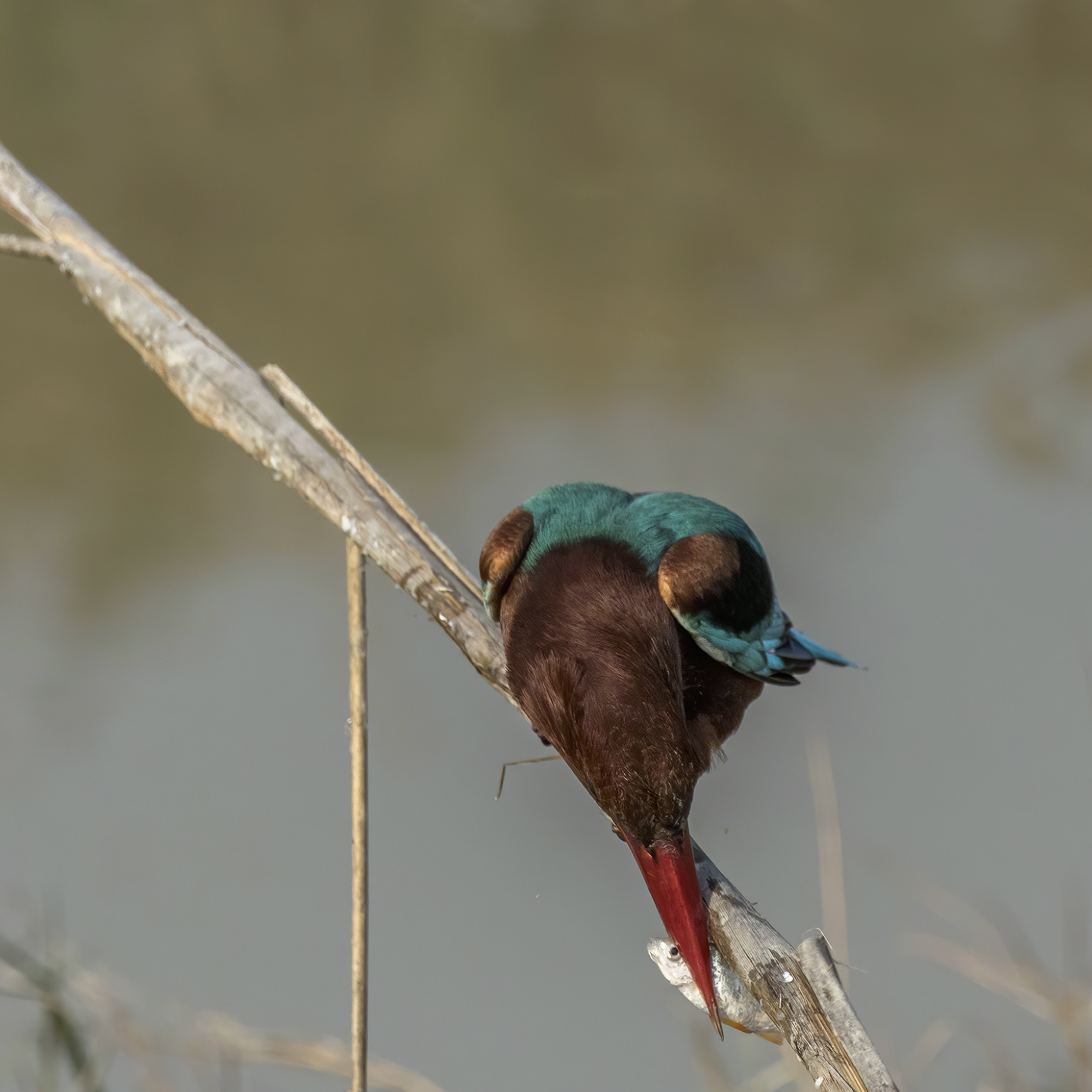
Bild 1
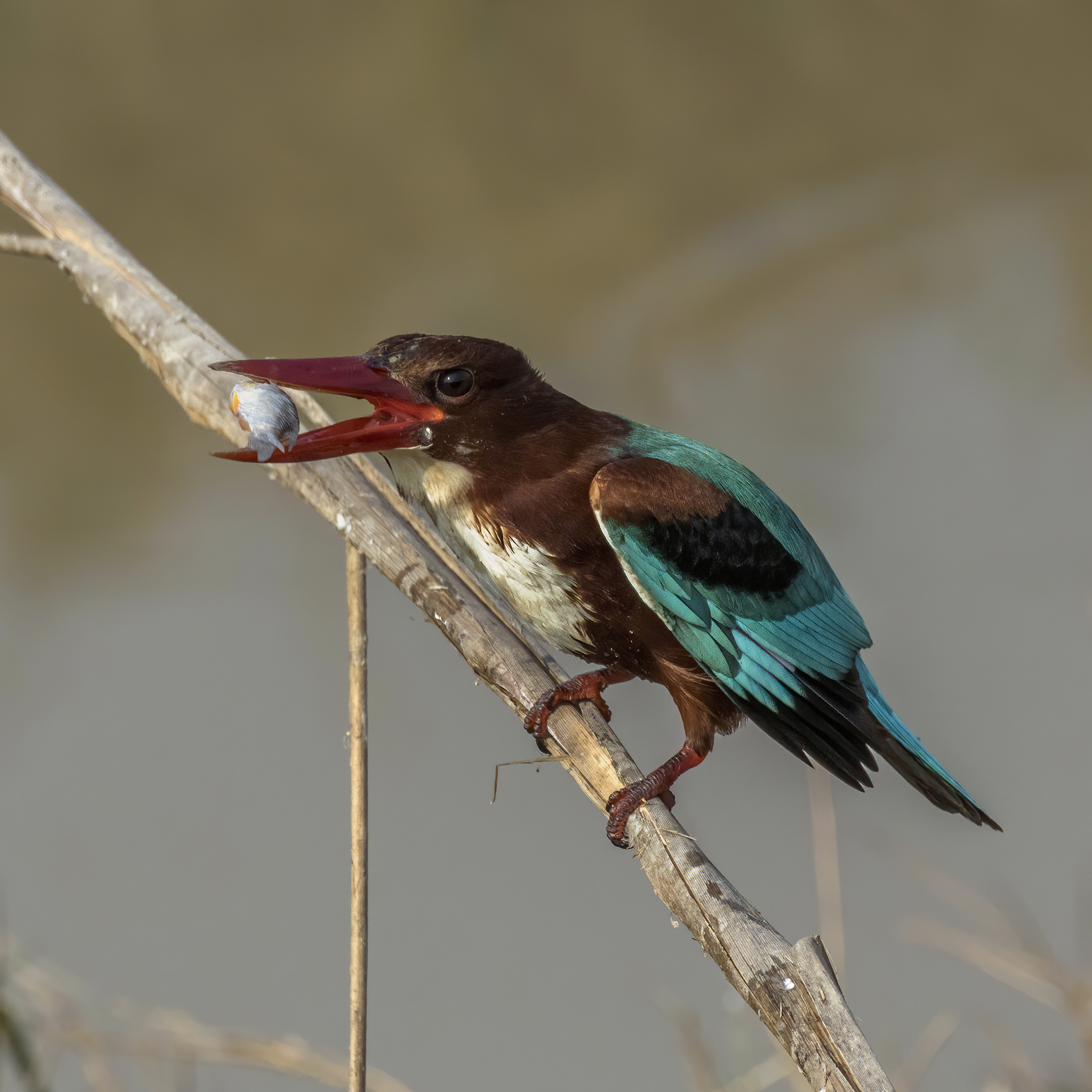
Bild 2
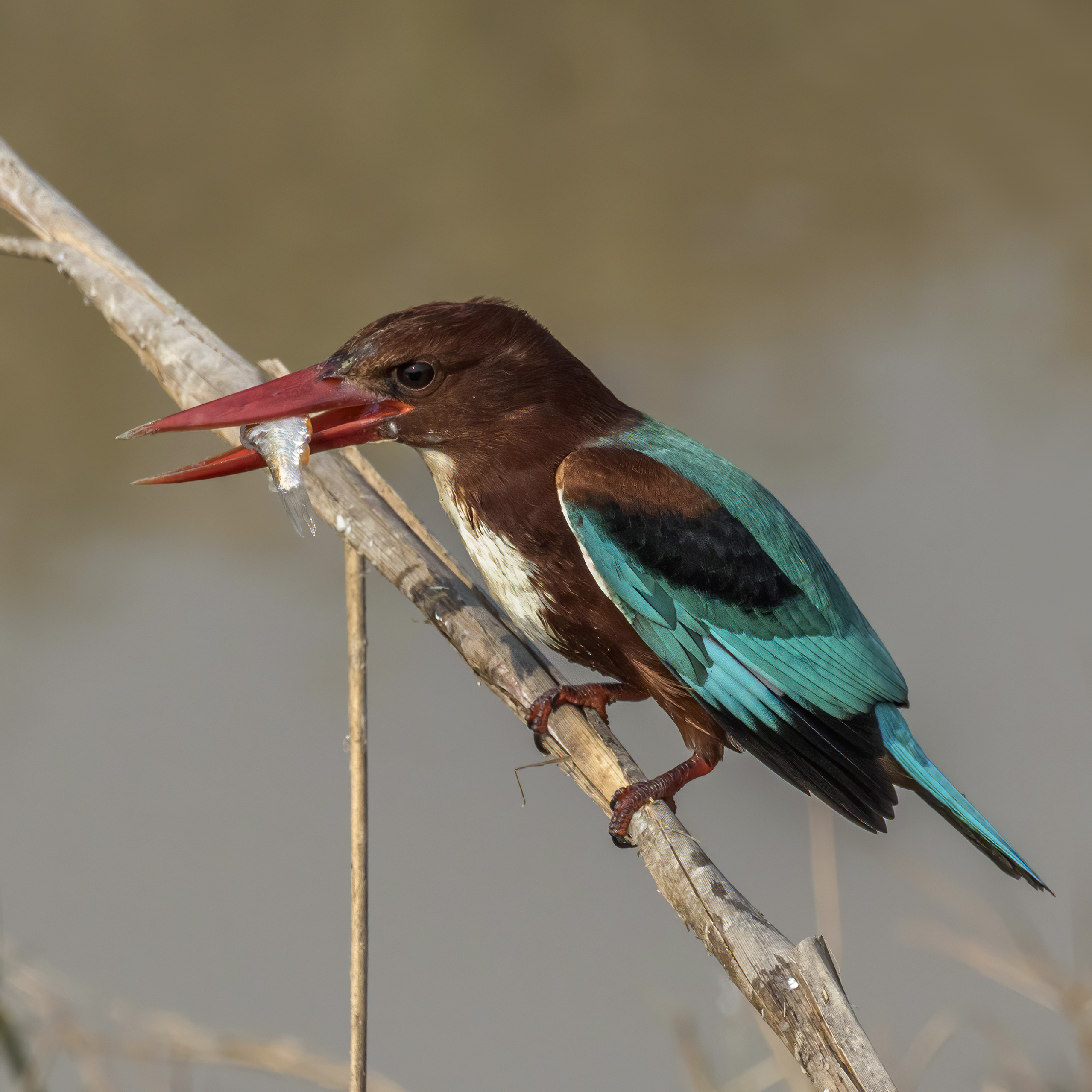
Bild 3
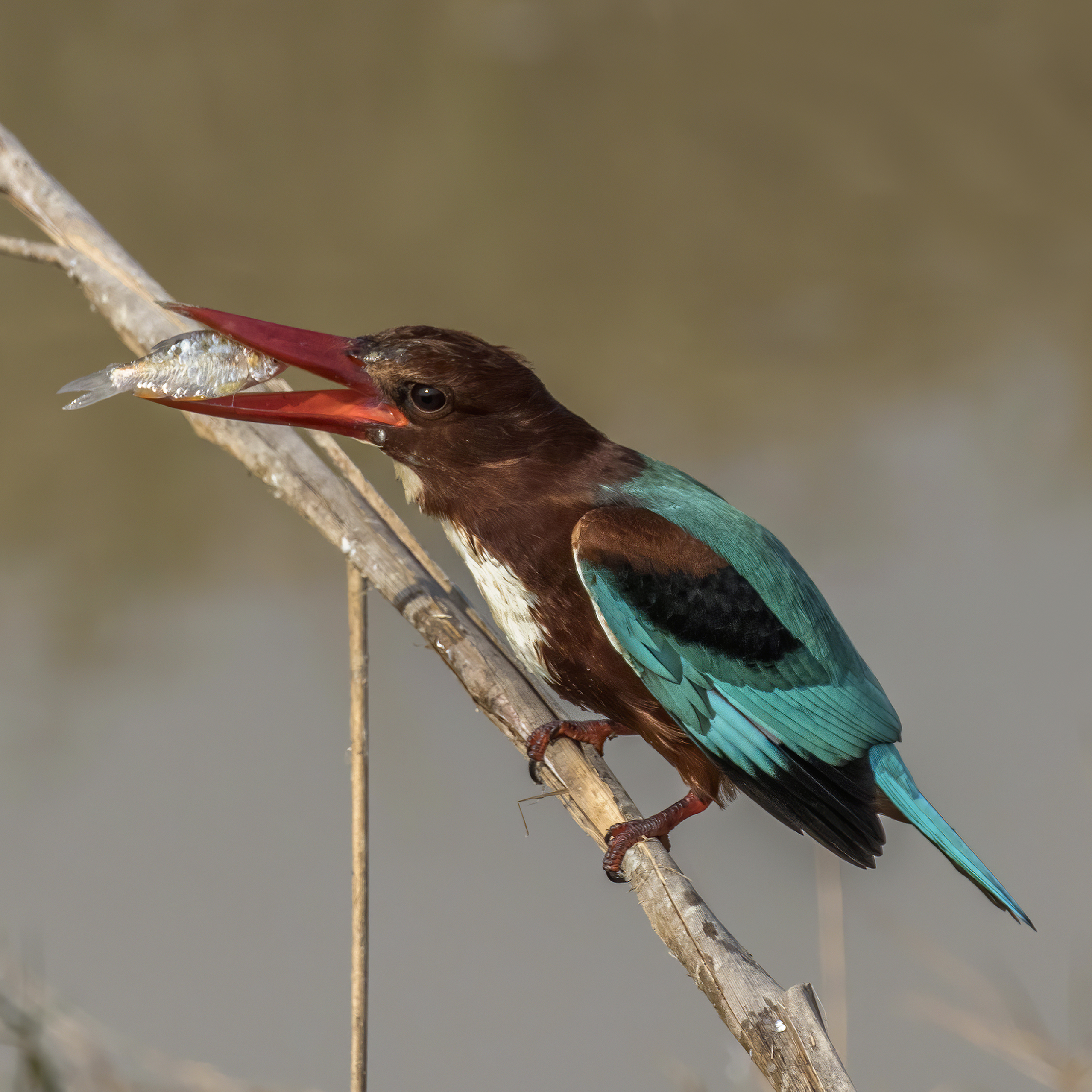
Bild 4
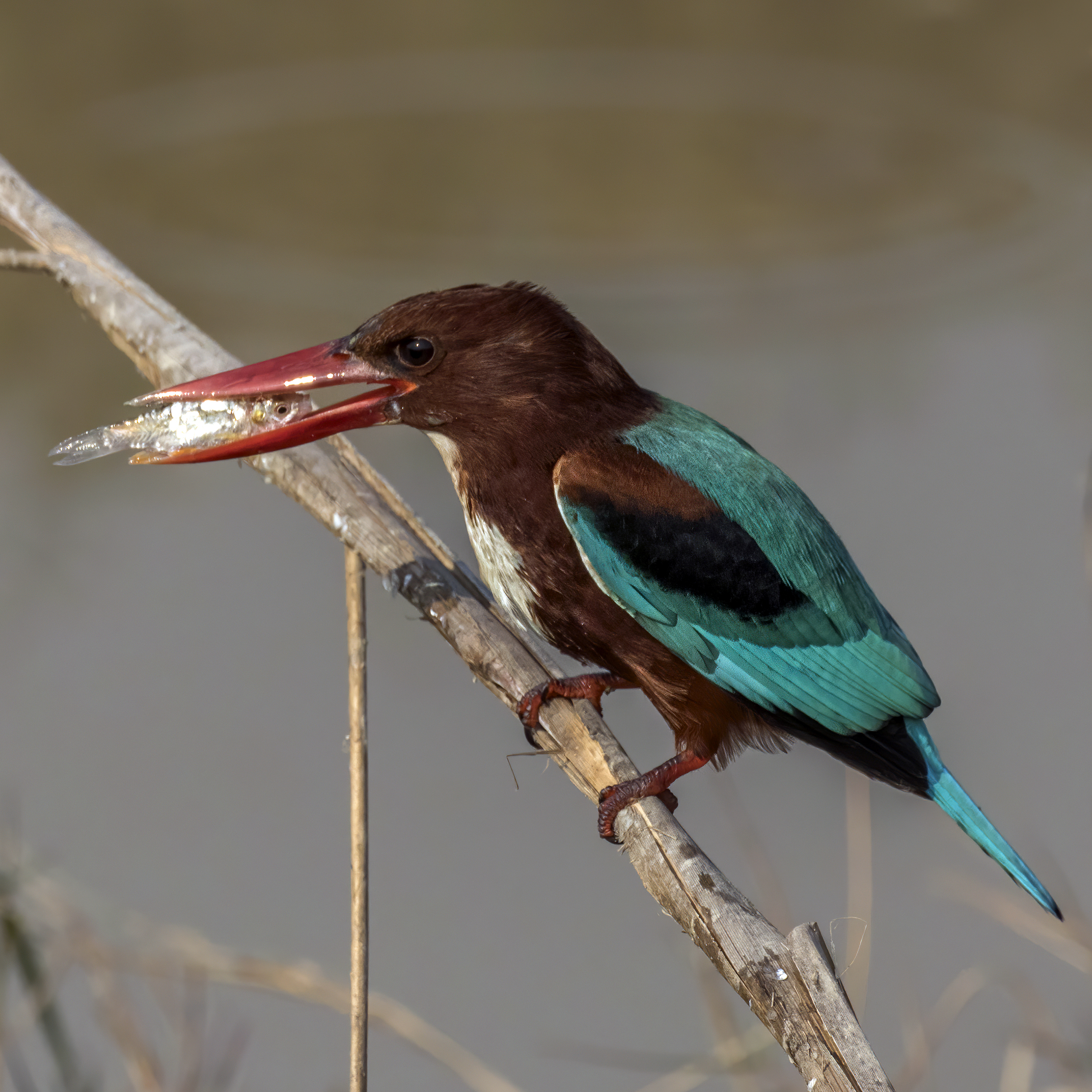
Bild 5
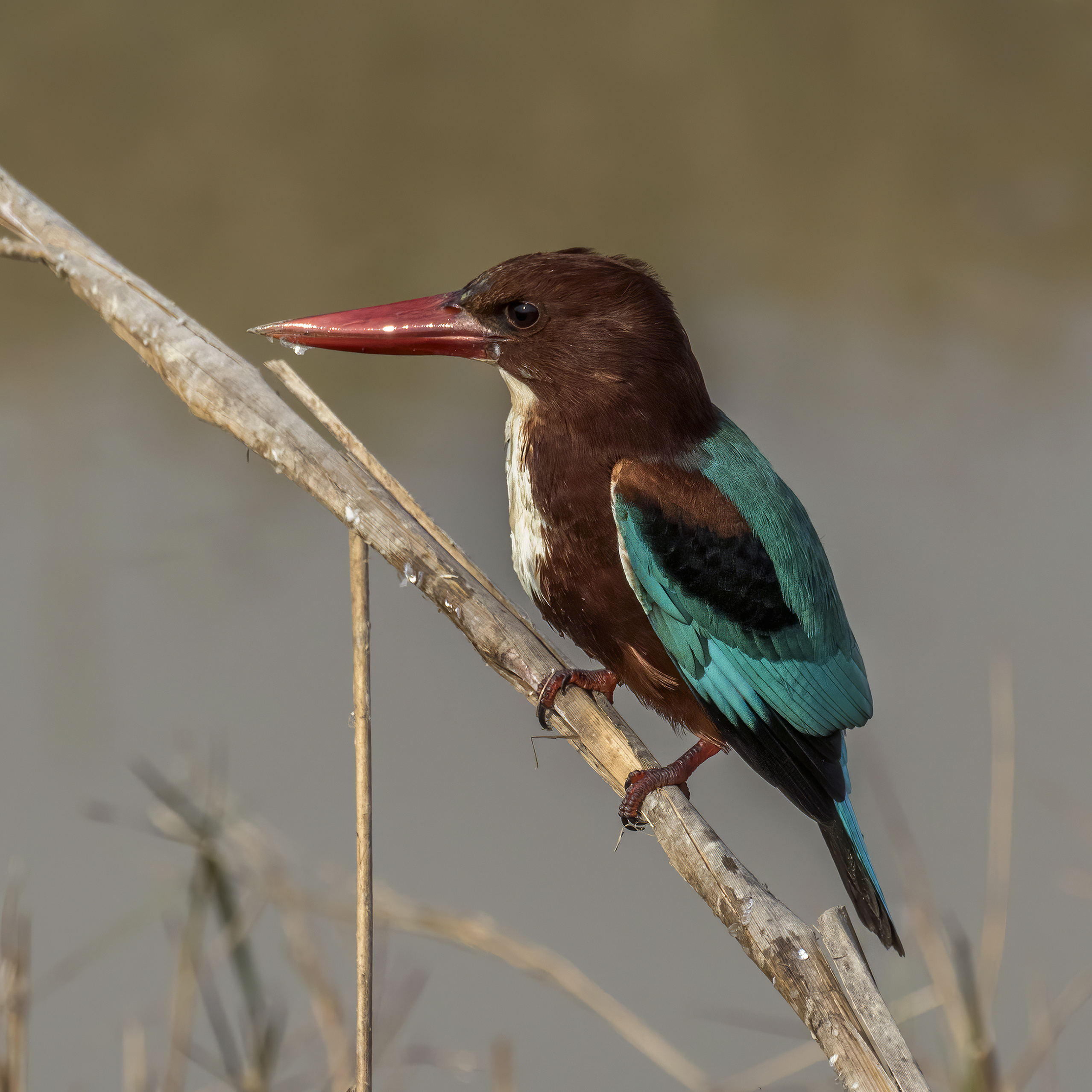
Bild 6

Langzeitsequenz „Baum im Wechsel der Jahreszeiten“
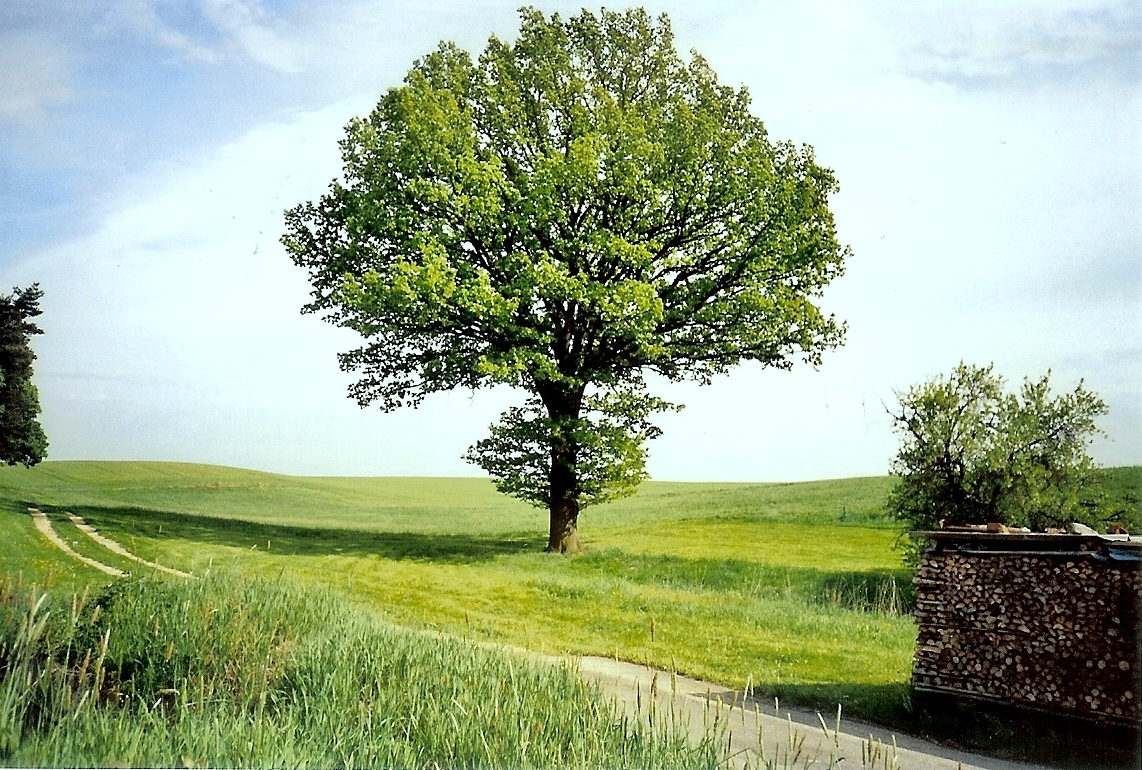
Eiche im Frühjahr
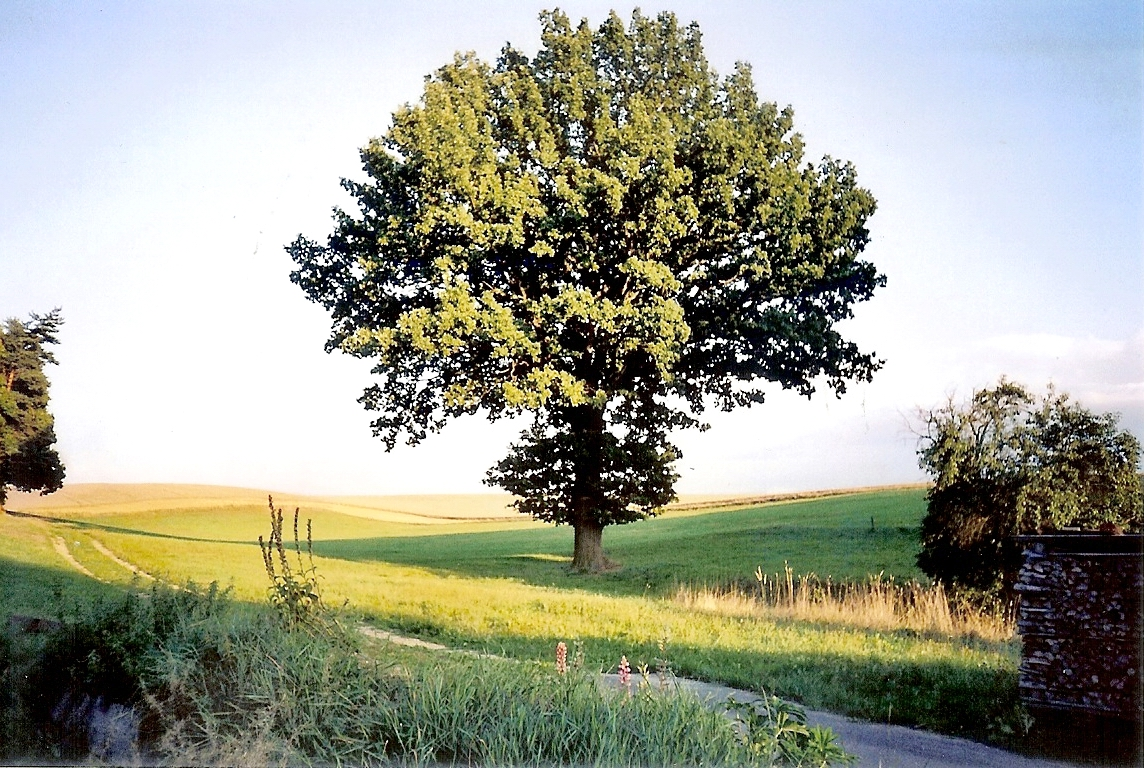
Eiche im Sommer
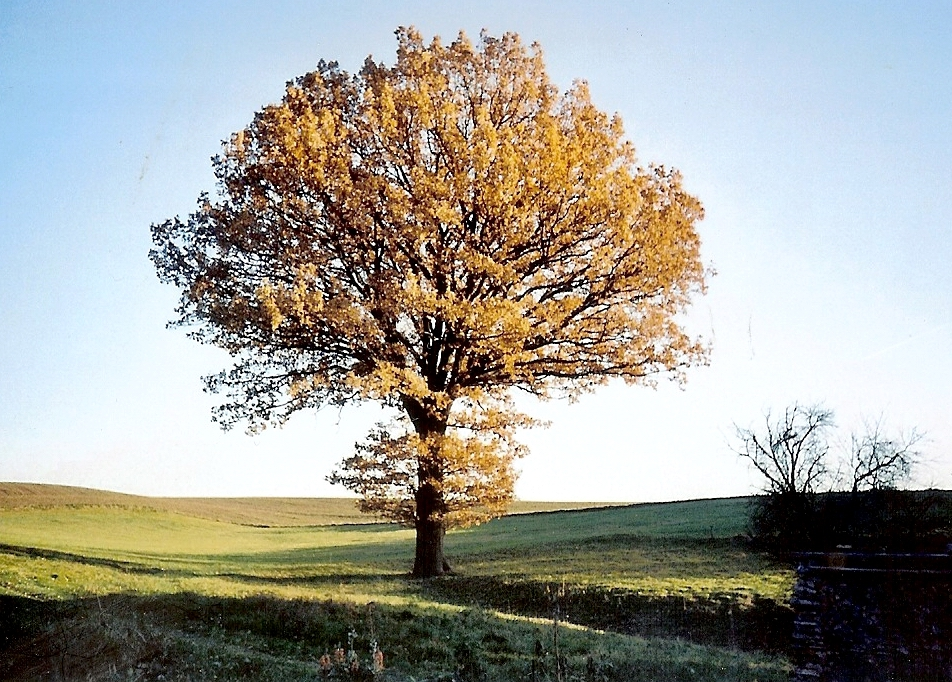
Eiche im Herbst
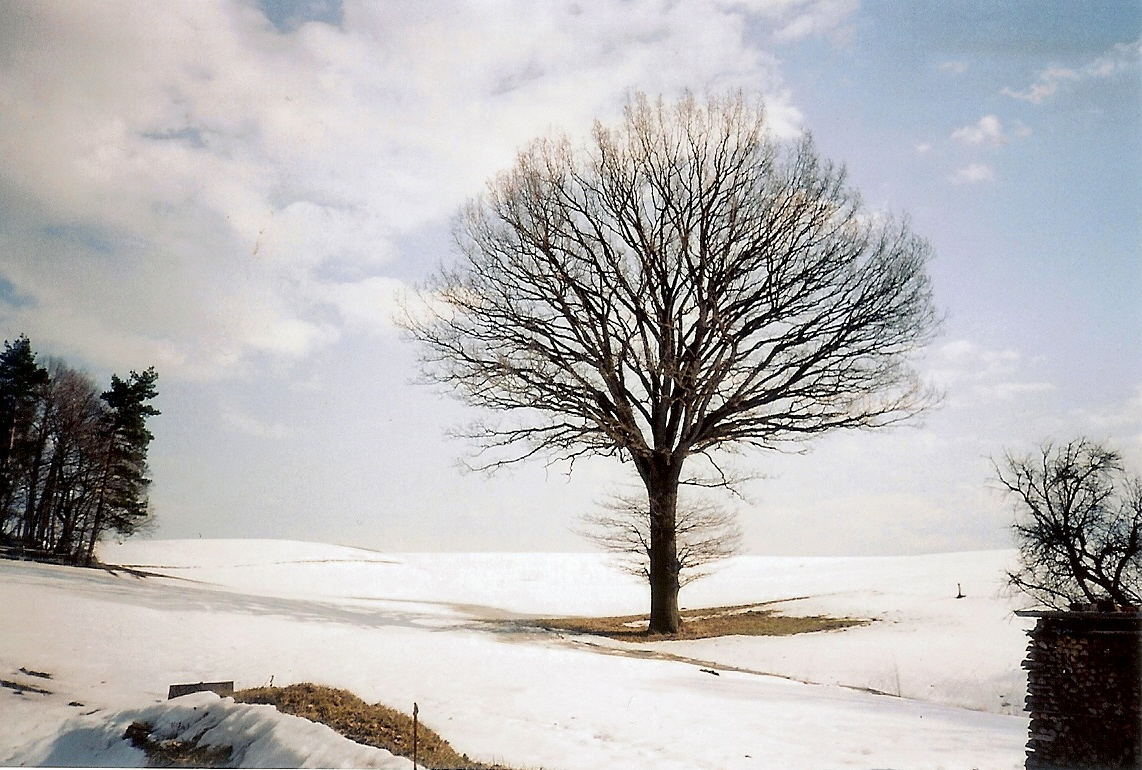
Eiche im Winter